# 真理 (著作)
眞理（真理、しんり）は、谷口雅春の著書。全11巻。『生命の實相』に次ぐ生長の家の聖典でもある。昭和29年から昭和33年にかけて刊行された。

## シリーズ
- 第1巻 入門篇
- 第2巻 基礎篇
- 第3巻 初學篇
- 第4巻 青年篇
- 第5巻 女性篇
- 第6巻 人生篇
- 第7巻 悟入篇
- 第8巻 信仰篇
- 第9巻 生活篇
- 第10巻 實相篇
- 別冊眞理 生死を越える道